# Saint-Martin-de-Clelles
Saint-Martin-de-Clelles is een gemeente in het Franse departement Isère (regio Auvergne-Rhône-Alpes) en telt 118 inwoners (1999). De plaats maakt deel uit van het arrondissement Grenoble.

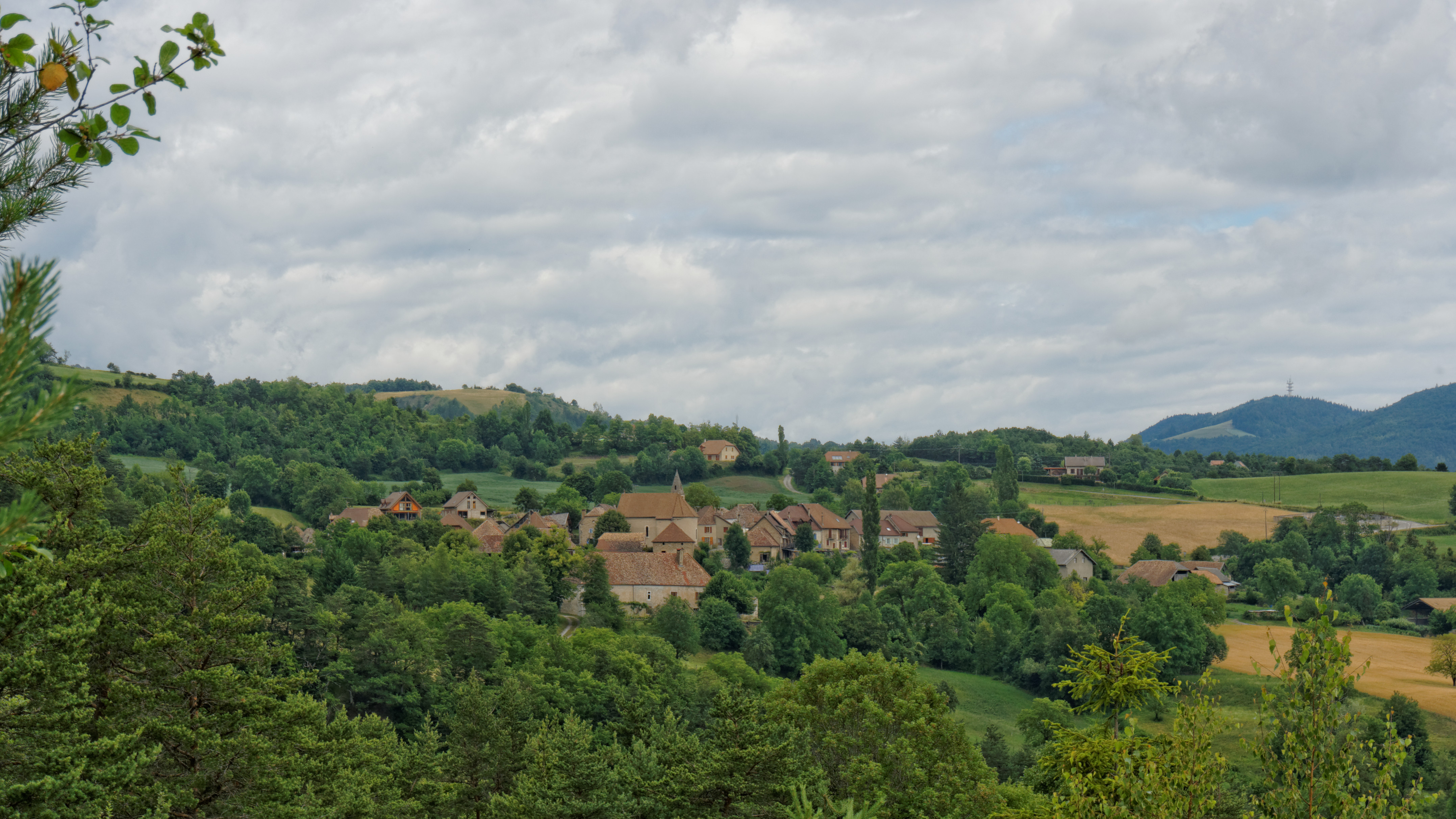
Saint-Martin-de-Clelles
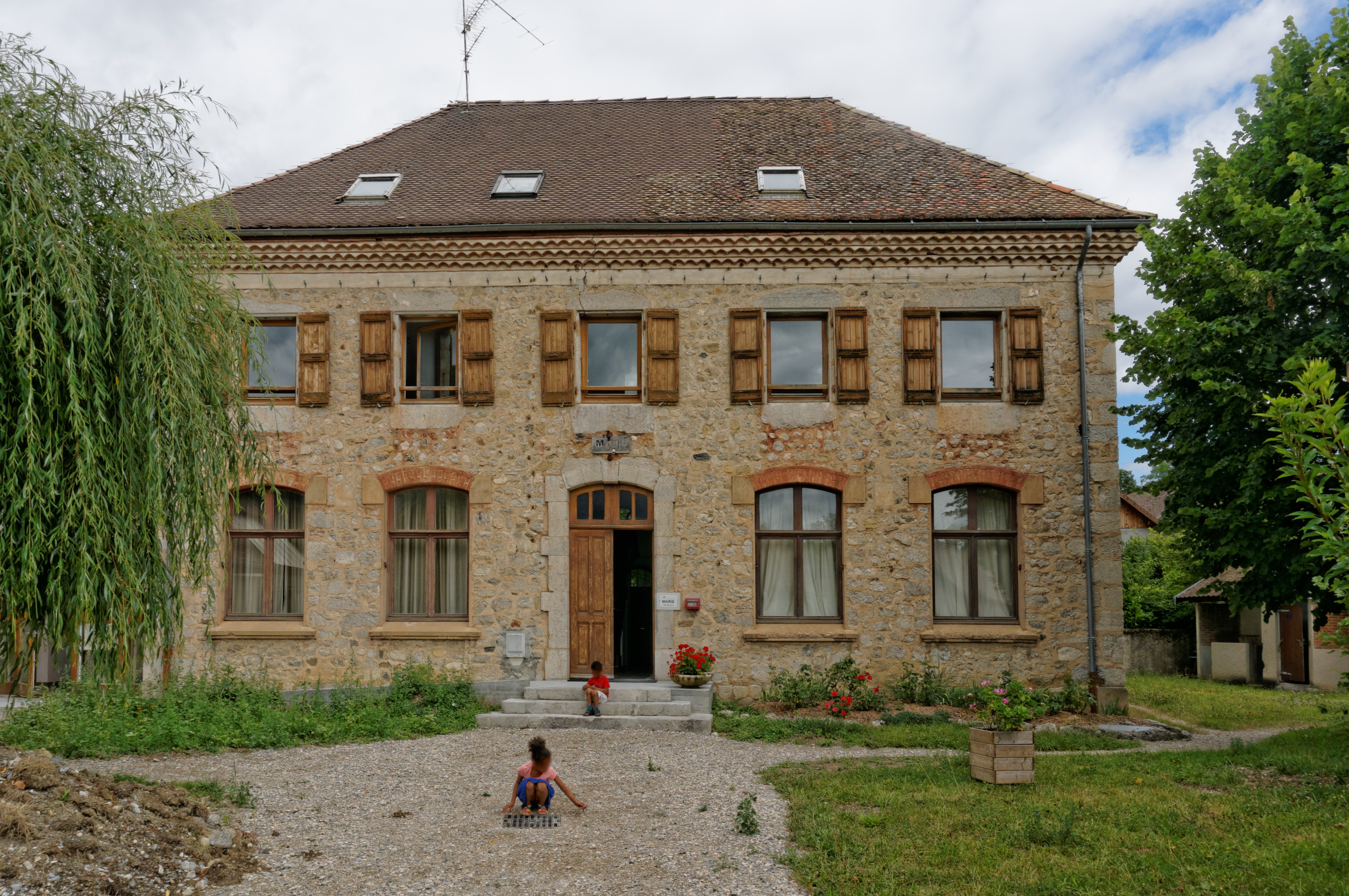
Gemeentehuis

## Geografie
De oppervlakte van Saint-Martin-de-Clelles bedraagt 15,3 km², de bevolkingsdichtheid is 7,7 inwoners per km².
De onderstaande kaart toont de ligging van Saint-Martin-de-Clelles met de belangrijkste infrastructuur en aangrenzende gemeenten.

## Demografie
Onderstaande figuur toont het verloop van het inwonertal (bron: INSEE-tellingen).